# بلوط شاهانه مکزیکی
بلوط شاهانه مکزیکی (نام علمی: Quercus germana) نام یک گونه از سرده بلوط است.